# Flastroff
Flastroff (deutsch Flasdorf, lothringisch Floostroff/Flueschdrëf) ist eine französische Gemeinde mit 371 Einwohnern (Stand 1. Januar 2022) im Département Moselle in der Region Grand Est (bis 2015 Lothringen). Sie gehört zum Arrondissement Thionville. 
Die Einwohner nennen sich auf Französisch Flastroffois. Spitzname: Di Flooschtrowwer Grundeln.

## Geografie
Die Gemeinde Flastroff liegt zehn Kilometer nördlich von Bouzonville, unweit der Grenze zum Saarland auf einer Höhe zwischen 214 und 307 m über dem Meeresspiegel. Das Gemeindegebiet umfasst 8,45 km². Zu Flastroff gehört der nördlich gelegene Ortsteil Zeurange (Zeringen, Spitzname: Di Zeiringer Béck).

## Geschichte
Flastroff gehörte seit dem Mittelalter zum Herzogtum Lothringen. Infolge des Friedens von Vincennes fiel der Ort 1661 an Frankreich. Nach dem Deutsch-Französischen Krieg wurde er 1871 wieder deutsch. Seit dem Ersten Weltkrieg ist Flastroff erneut französisch. Im Zweiten Weltkrieg war das Dorf vom Mai 1940 bis zum Februar 1945 von der Wehrmacht besetzt.
Die Pferde im Wappen symbolisieren den Heiligen Eligius, den Schutzpatron der örtlichen Kirche und der Pferde.

### Bevölkerungsentwicklung
| Jahr      | 1962 | 1968 | 1975 | 1982 | 1990 | 1999 | 2007 | 2019 |
| Einwohner | 409  | 398  | 370  | 371  | 357  | 330  | 295  | 324  |

## Kultur und Sehenswürdigkeiten
- Kirche St. Eligius
- Kirche St. Gallus

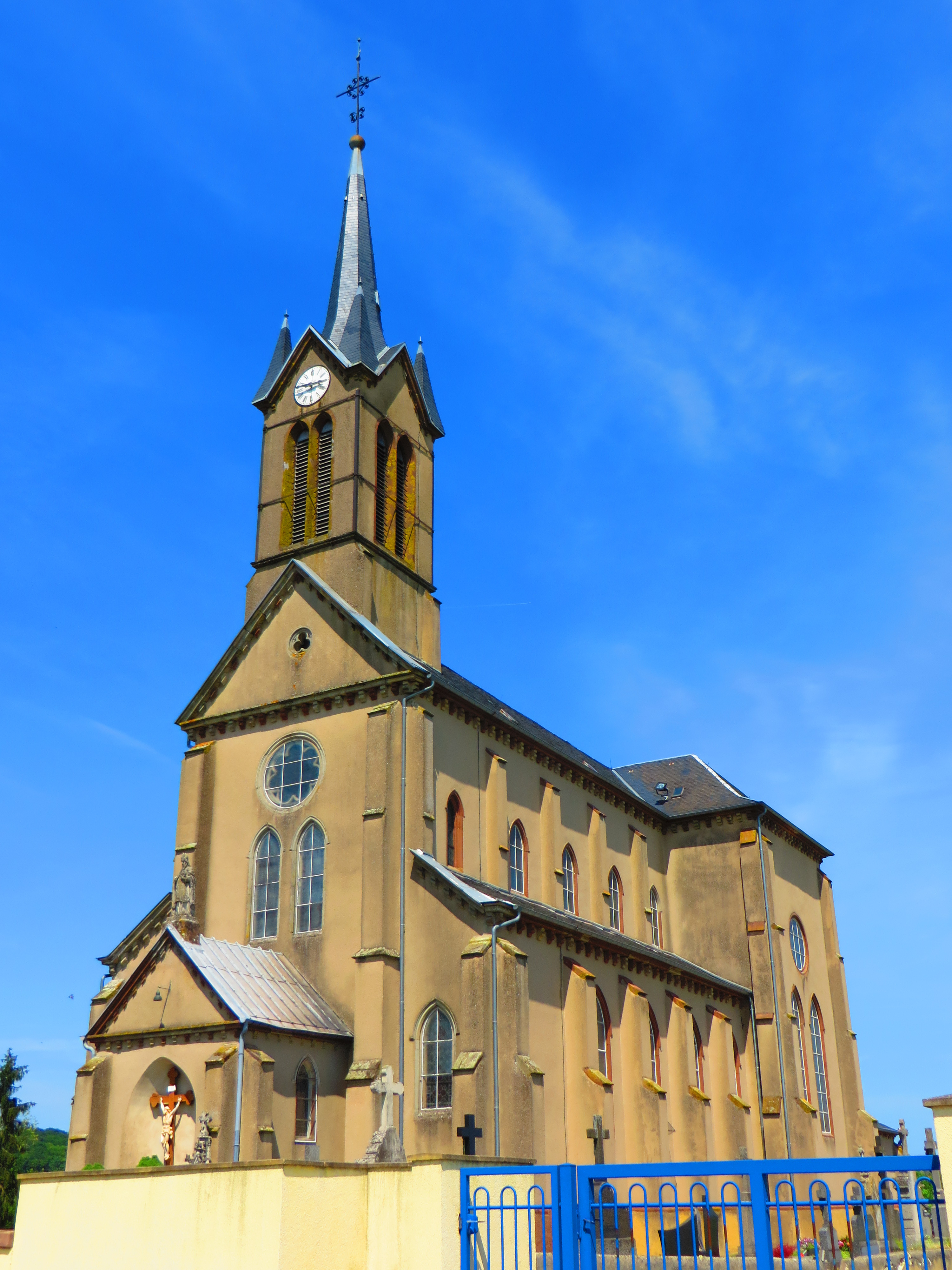
Kirche Saint-Éloi
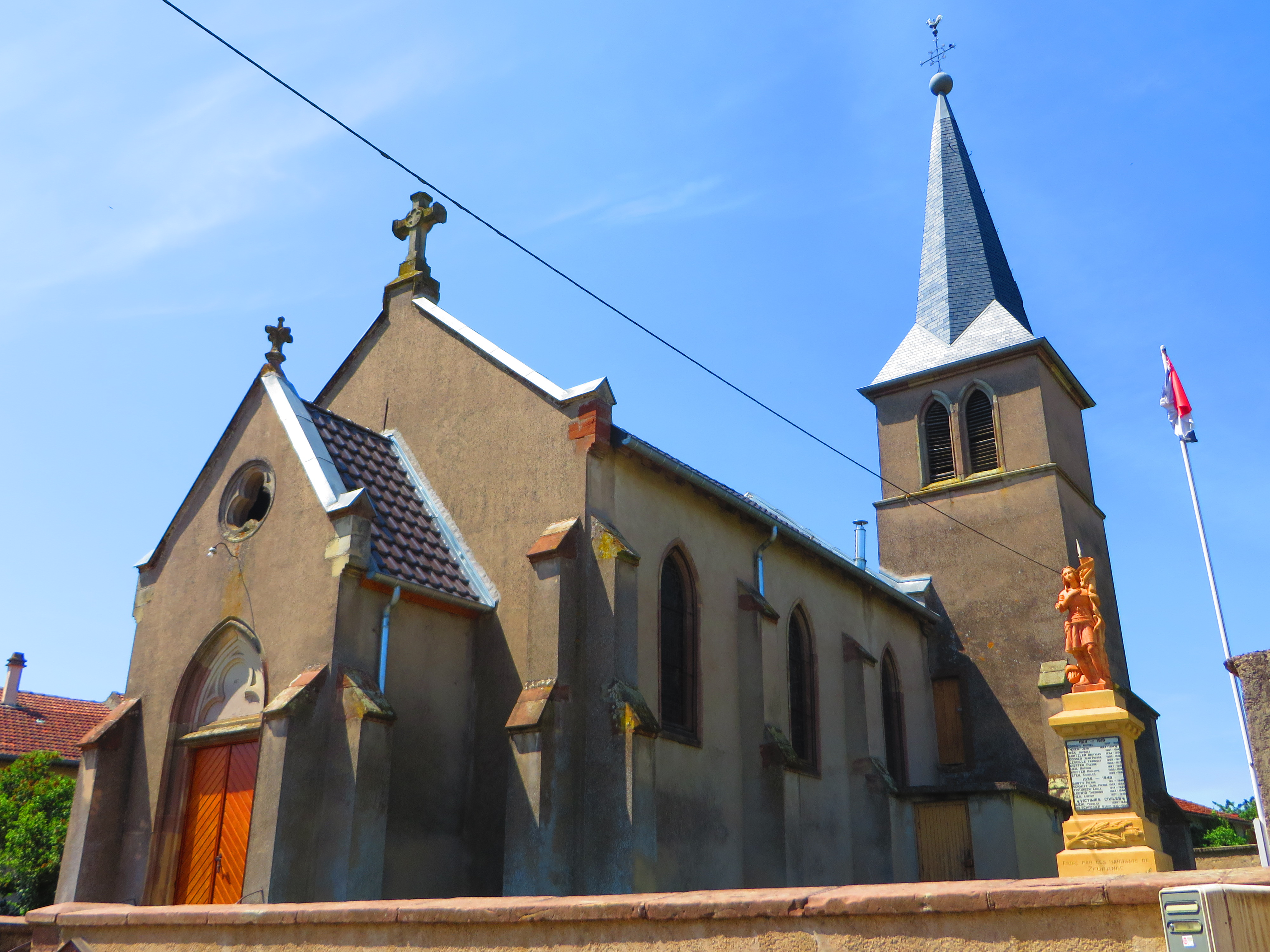
Kirche Saint-Gall im Ortsteil Zeurange